# Форест-Сіті (Північна Кароліна)
Форест-Сіті (англ. Forest City) — місто (англ. town) в США, в окрузі Рутерфорд штату Північна Кароліна. Населення — 7377 осіб (2020).

## Географія
Форест-Сіті розташований за координатами 35°20′0″ пн. ш. 81°52′17″ зх. д. / 35.33333° пн. ш. 81.87139° зх. д. (35.333420, -81.871296).  За даними Бюро перепису населення США в 2010 році місто мало площу 21,60 км², з яких 21,60 км² — суходіл та 0,00 км² — водойми.

## Демографія
Згідно з переписом 2010 року, у місті мешкало 7476 осіб у 3173 домогосподарствах у складі 1918 родин. Густота населення становила 346 осіб/км².  Було 3658 помешкань (169/км²).
Расовий склад населення:
| - 67,1 % — білих - 24,0 % — чорних або афроамериканців - 0,9 % — азіатів - 0,2 % — корінних американців - 4,9 % — осіб інших рас |

До двох чи більше рас належало 2,9 %. Частка іспаномовних становила 9,0 % від усіх жителів.
За віковим діапазоном населення розподілялося таким чином: 24,7 % — особи молодші 18 років, 57,2 % — особи у віці 18—64 років, 18,1 % — особи у віці 65 років та старші. Медіана віку мешканця становила 40,0 року. На 100 осіб жіночої статі у місті припадало 81,3 чоловіків;  на 100 жінок у віці від 18 років та старших — 77,8 чоловіків також старших 18 років.
Середній дохід на одне домашнє господарство  становив 32 687 доларів США (медіана — 26 770), а середній дохід на одну сім'ю — 37 133 долари (медіана — 32 514). Медіана доходів становила 35 996 доларів для чоловіків та 29 901 долар для жінок. За межею бідності перебувало 34,0 % осіб, у тому числі 54,2 % дітей у віці до 18 років та 7,1 % осіб у віці 65 років та старших.
Цивільне працевлаштоване населення становило 2418 осіб. Основні галузі зайнятості: виробництво — 22,7 %, роздрібна торгівля — 21,8 %, освіта, охорона здоров'я та соціальна допомога — 16,3 %, мистецтво, розваги та відпочинок — 12,4 %.